# Styrax ramirezii
Styrax ramirezii là một loài thực vật có hoa trong họ Bồ đề. Loài này được Greenm. miêu tả khoa học đầu tiên năm 1899.